# Jill Emery
Jill Emery, född 1962 i Los Angeles, Kalifornien, USA, är en amerikansk basist och konstnär.
Jill Emery blev 1990 den första basisten i rockbandet Hole, med vilka hon spelade tillsammans med fram till 1992 då hon byttes ut mot Leslie Hardy. Baksidan på omslaget till Holes album Pretty On The Inside från 1991 är målat av Emery.

## Diskografi
- 1991 - Pretty On The Inside, Hole